# District Tajmyrski
Het district Tajmyrski (Russisch: Таймырский район; Tajmyrski rajon) of district Dolgano-Nenetski (Долгано-Ненецкий район; Dolgano-Nenetski rajon) is een gemeentelijk district in het noorden van de Russische kraj Krasnojarsk, dat het hele schiereiland Tajmyr, een aantal eilanden in de Karazee en de archipel Noordland omvat. Het bestuurlijk centrum is de stad Doedinka. Het ontstond op 1 januari 2007 uit de voormalige autonome okroeg Tajmyr na een referendum op 17 april 2005, waarbij voor samenvoeging met de kraj Krasnojarsk werd gestemd.
Het Industriegebied Norilsk met de stad Norilsk en omgeving, waaronder haar voormalige satellietsteden Kajerkan en Talnach en de plaatsen Alykel en Snezjnogorsk, ligt binnen het district, maar valt onder directe jurisdictie van de kraj en behoort dus niet tot het district.
Met een oppervlakte van 879.900 km² (20 keer Nederland) was de autonome okroeg Tajmyr het op vier na grootste deelgebied van Rusland (na kraj Chabarovsk) en momenteel is het als gemeentelijk district het grootste van Rusland. De bevolking werd op 1 januari 2008 geschat op 37.775 inwoners, wat een dichtheid geeft van 0,043 inw./km². In 2005 woonde 66,2% in stedelijke gebieden. De belangrijkste bevolkingsgroepen zijn Russen, Dolganen, Oekraïners, Duitsers en Wolga-Tataren. De belangrijkste religies zijn de Russische-orthodoxie en het sjamanisme.

## Geografie
Het hele district ligt ten noorden van de noordpoolcirkel en bevat het noordelijkste punt van enig vasteland ter wereld: Kaap Tsjeljoeskin. De belangrijkste rivieren in het district zijn de Jenisej, Tajmyra, Chatanga en Pjasina.

## Bestuurlijke indeling
In het district bevinden zich twee gorodskieje poselenia en 2 selskieje poselenia. In Doedinka zetelen de doema van het district en de bestuurder, Oleg Sjeremetjev. In 2008 bestond de Doema uit 14 afgevaardigden.
Gorodskieje poselenia
- Doedinka (223.500 km²)
- Dikson (218.959 km²)

Onder jurisdictie van Doedinka vallen de dorpen Chantajskoje Ozero, Levinskieje Peski, Oest-Avam, Potapovo en Volotsjanka, alsook de factorijen Kamen, Kresty Tajmyrskieje en Pajtoerma. Onder Dikson valt enkel het dorpje Oest-Tareja.
Selskieje poselenia
- Chatanga (336.400 km²)
- Karaoel (101.100 km²)

Onder Chatanga vallen de dorpen Cheta, Kajak, Katyryk, Kresty, Novaja (of Novoje), Novorybnaja, Popigaj, Syndassko en Zjdanicha. Onder Karaoel vallen de dorpen Bajkalovsk, Kazantsevo, Korepovsk, Messojacha, Moengoej, Nosok, Oest-Port, Polikarpovsk, Toechard en Vorontsovo, alsook de factorijen Chinki en Jarotanama.
Verder bevinden zich een aantal poolstations in het district, zoals Kaap Tsjeljoeskin, Sop-Karga en Leskino.